# Юбилейное (Теректинский район)
Юбиле́йное (каз. Юбилейное) — село в Теректинском районе Западно-Казахстанской области Казахстана. Входит в состав Подстепновского сельского округа. Код КАТО — 276253400.

## Население
В 1999 году население села составляло 419 человек (212 мужчин и 207 женщин). По данным переписи 2009 года, в селе проживали 474 человека (232 мужчины и 242 женщины).